# 郭献川
郭献川（英文：Henry Kwek Hian Chuan，1976年4月20日—）， 是新加坡華裔商人与政治家。他是人民行动党 (PAP) 的一名国会议员 （义顺集选区）。
他是间管理咨询公司的执行董事，负责管理该公司的投资业务。 

## 教育
他所就读的学府包括新加坡南洋华侨中学与维多利亚初级学院，并且荣获斯坦福大学经济学与管理学双学位。

## 政治生涯
自从获选后，他已为选区内的低收入家庭开办了补习计划。 他还启动了一个“共用厨房”为选区内低收入的居民提供免费餐食。
他曾在国会提及关于给予新加坡本土企业与起步公司更多增长机会的课题。

## 个人生活
他已婚，家中也有饲养一条宠物狗（日本狐狸狗）。